# Jim Tinndahn
"Big" Jim Leif Tinndahn, född 27 december 1961, är en dansk president för motorcykelklubben Bandidos europeiska avdelningar, och numera bosatt i Sverige.
Tinndahn grundade Bandidos första skandinaviska klubb i Köpenhamn 1993. Han flyttade formellt till Sverige 1995, men uppges bo i en villa söder om Helsingör. och har sedan dess varit gripen ett antal gånger, bland annat för motorcykelstöld och bedrägeri. Tinndahn figurerade också i det krig mellan motorcykelklubbarna Bandidos och Hells Angels som utspelade sig i de nordiska länderna under 1990-talet. Slutpunkten för konflikten markerades när Tinndahn i september 1997 i TV 2/Danmark skakade hand med Hells Angels Europa-president Bent "Blondie" Nielsen.
Tinndahn har också gjort många medieframträdanden.